# Clare Grogan
Clare Grogan, född 17 mars 1962 i Glasgow, är en skotsk sångerska, skådespelare och barnboksförfattare. Hon är känd som sångerska i new wave-bandet Altered Images som hade hitlåtar som Happy Birthday på 1980-talet och för roller i filmen Gregory's Girl, komediserien Red Dwarf och dramaserien EastEnders. År 2008 publicerade hon barnboken Tallulah and the Teenstars, den första i en serie böcker som handlar om en flicka som startar en popgrupp.
Hon är gift med Steve Lironi som också var med i Altered Images. År 2005 adopterade de en dotter. Spandau Ballets hitlåt True från 1983 är inspirerad av Grogan.